# Philipp Ries
Pour les articles homonymes, voir Ries.
Philipp Ries  (né le 10 juillet 1989 à Ettenheim) est un coureur cycliste allemand.

## Biographie
Philipp Ries est membre à partir de 2009 de l'équipe continentale Heizomat. Il participe aux championnats du monde sur route de 2010 où il se classe 78e de la course en ligne des moins de 23 ans. En août 2011, il devient stagiaire au sein de Skil-Shimano. Il ne retrouve pas de contrat en 2012 et met un terme à sa carrière.

## Palmarès
- 2005
  - 2e du championnat d'Allemagne sur route cadets
- 2006
  - 1re étape du Tour de Basse-Saxe juniors
  - 2e du championnat d'Allemagne sur route juniors
- 2007
  - 2e des Trois Jours d'Axel
- 2008
  - 3e étape du Tour de Mainfranken
  - 3e du Tour de Mainfranken
- 2010
  - Tour de la Creuse :
    - Classement général
    - 2e étape

## Classements mondiaux
| Année            | 2008 | 2009 | 2010  | 2011  |
| ---------------- | ---- | ---- | ----- | ----- |
| UCI America Tour |      |      | 272e  |       |
| UCI Europe Tour  | 398e |      | 1148e | 1222e |